# Eugênio de Clisma
Mar Awgin ou Awgen, também conhecido como Awgin de Clisma ou Eugênio (em siríaco:  ܡܪܝ ܐܘ, em árabe: اوجين; séc. IV, Suez - 363, Nísibis), foi um monge egípcio que, de acordo com relatos tradicionais, introduziu o monasticismo cristão no Cristianismo siríaco. Esses relatos, no entanto, são todos de origem tardia e frequentemente contêm anacronismos. A historicidade de Awgin não é certa.
A fonte mais antiga a mencioná-lo data do século VII, cerca de trezentos anos após sua morte. A alegação de que Awgin introduziu o monasticismo na tradição siríaca é totalmente rejeitada pelos estudiosos modernos, que a consideram um desenvolvimento indígena. A história de Mar Awgin, tendo ou não uma base factual, foi embelezada para associar o monasticismo siríaco à mais ilustre tradição egípcia dos Padres do Deserto.

## Biografia

### No Egito
Originalmente, Santo Eugênio era um pescador de pérolas da ilha Clisma ou Kolzum, perto de Suez, no Egito. Depois de ter trabalhado por 25 anos, ele se juntou ao mosteiro de Pacômio no Alto Egito, onde trabalhou como padeiro. É relatado que ele possuía dons espirituais e fez milagres, e ele atraiu alguns seguidores entre os monges.

### Na Mesopotâmia
Cerca de 70 monges o acompanharam quando ele deixou o Egito para a Mesopotâmia, onde fundou um mosteiro no Monte Izla, acima da cidade de Nisibis.
O local foi bem escolhido, pois Nisibis ficava na extremidade oriental do Império Romano, que tinha acabado de abraçar o Cristianismo como religião oficial. O resto da Mesopotâmia estava sob o domínio sassânida, que tentou reviver a religião zoroastriana e ocasionalmente perseguiu a população cristã.
A comunidade no Monte Izla cresceu rapidamente e, a partir daí, outros mosteiros foram fundados por toda a Mesopotâmia, Pérsia, Armênia, Geórgia e até mesmo Índia e China.
Uma crise ocorreu durante o século VI: para agradar os governantes zoroastrianos, a Igreja Assíria decidiu que todos os monges e freiras deveriam se casar. Muitos posteriormente se transferiram para a Igreja Miafisita que seguia o Rito siríaco ocidental, e a vida espiritual declinou na Igreja Assíria como resultado. Mas as reformas logo foram revertidas. Abraão, o Grande de Kashkar, fundou um novo mosteiro no Monte Izla, e ele e seu sucessor Babai, o Grande, reviveram o movimento monástico rigoroso. Monges casados foram expulsos, o ensino da Igreja foi estabelecido em uma base ortodoxa firme, e o monasticismo assírio floresceu por mais mil anos.